# Plaza de toros de La Malagueta
La Malagueta es la plaza de toros de Málaga (Andalucía, España). Se encuentra situada en la zona que le da su nombre, La Malagueta, en el Distrito Este de Málaga, junto al Paseo de Reding.

## Historia
La plaza de toros de La Malagueta es obra de Joaquín Rucoba, también autor del Mercado de Atarazanas.
Se comenzó a construir el 16 de junio de 1874, las obras sufrieron una paralización del 23 de diciembre de 1874 hasta el 10 de octubre de 1875. Finalmente, fue inaugurada el 11 de junio de 1876 con una corrida de toros de la ganadería de Murube que fueron lidiados por Rafael Molina Lagartijo, Antonio Carmona y Luque, El Gordito, y Manuel Domínguez, Desperdicios. Parte de los planos de construcción creados para el proyecto, del arquitecto Rucoba, se encuentran en la Real Cátedra Gaudí de la Escuela Técnica Superior de Arquitectura de Barcelona; en concreto, los que corresponden a la estructura del edificio, pilares y balconadas, sin que se conozca la razón por la cual los planos se encuentran en la ciudad condal. El resto de documentación del proyecto se encuentra en el archivo de la Diputación de Málaga.
En 1939, durante los últimos meses de la Guerra Civil, la saturación del campo de concentración de prisioneros de Málaga, situado en la fábrica y cuartel de La Aurora, hizo que los militares sublevados usaran la plaza de toros con este fin; en 1943 volvió a albergar detenidos, esta vez refugiados extranjeros huidos de Francia durante la Segunda Guerra Mundial.
En 1976 fue declarada Conjunto Histórico-Artístico, coincidiendo con el centenario de su inauguración, y, en 1981, Bien de Interés Cultural.
La plaza de toros pertenece a la Diputación Provincial de Málaga tras la cesión de los derechos en posesión del Ayuntamiento de Málaga (50%) como pago de las deudas contraídas con la Diputación. La entidad provincial es la subarrendataria del coso por concurso público.
La plaza de toros sufrió una restauración que comenzó en el año 2017 y tuvo una demora de dos años, abriendo al público en el año 2019, coincidiendo con el 145 aniversario del inicio de la construcción de la plaza. Esta restauración destaca por recuperar la fachada de ladrillo original y sus elementos decorativos exteriores. Además, esta restauración incluyó la reorganización del espacio de la plaza para albergar nuevos espacios expositivos y salas de congresos que convertirán a La Malagueta en un centro cultural con uso durante todo el año.

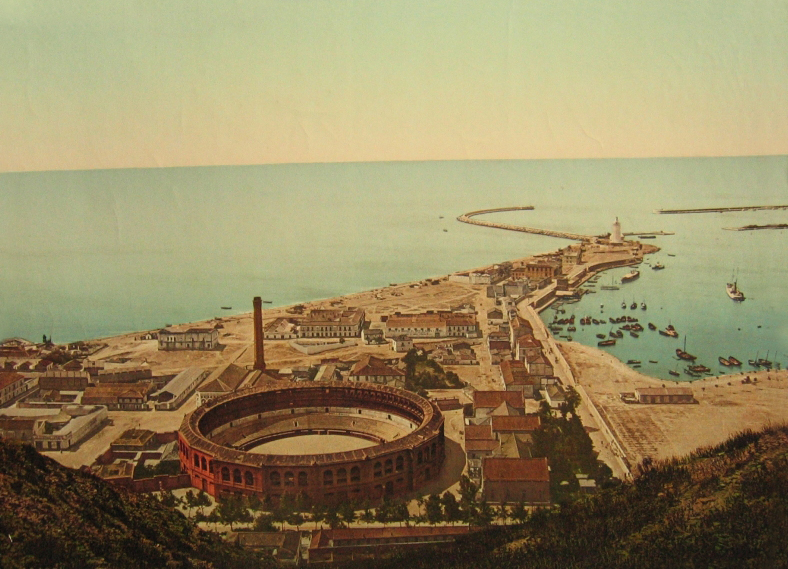
La Malagueta en el año 1900.

## Edificio
La Plaza es de estilo clasicista, teniendo forma de un hexadecágono. Tras la reforma llevada a cabo en 2010 el coso posee un aforo para 9.032 espectadores. El ruedo mide 52 metros de diámetro y las instalaciones de la plaza incluyen 4 corrales, 10 chiqueros, caballerizas, corraleta para la prueba de caballos, sala de toreros, enfermería, etc. 
En sus dependencias se encuentra ubicado el Centro de Experiencias Inmersivas de la Tauromaquia.
Esta plaza, de 1.ª categoría, es un recinto taurino de temporada, y entre sus festejos cabe destacar las dos corridas de toros en Semana Santa, que incluyen la denominada "Corrida Picassiana", la "Corrida de la Prensa" que se celebra en el mes de junio por la festividad de los Santos Patronos San Ciriaco y Santa Paula, los festejos durante la Feria de Agosto y la corrida de toros en el mes de septiembre coincidiendo con la festividad de la Patrona malagueña.
El 17 de agosto de 2017 Enrique Ponce indultaba al toro Jaraíz con el número 53 de la ganadería de Juan Pedro Domecq.